# Camí de Tremp a Alsamora
El Camí de Tremp a Alsamora era un important camí dels termes de Castell de Mur, a l'antic terme de Mur, Sant Esteve de la Sarga i Tremp, al Pallars Jussà, del qual només se'n conserven actius alguns trams.
Un dels fragments conservats arrenca del vessant sud de la Serra del Meüll, prop de la Font de la Canaleta, des d'on davalla cap al sud-oest, passant entre les partides de los Trossos -nord-oest- i Carboner -sud-est-, supera pel nord-oest lo Serrat, deixa el Corral de la Plana al nord, i discorre a llevant de la partida de la Plana.
Continuant cap al sud-oest, en el moment que rep des del sud-est el Camí del Meüll gira cap a ponent i ressegueix pel costat de migdia tota la Serra del Coscó, i un cop arriba a l'extrem de ponent d'aquesta serra tora a emprendre la direcció sud-oest. Ateny la capçalera del barranc del Coscó, al sud-est de l'Obagueta, i passa per l'extrem de llevant de la Serra del Sastret, que segueix pel costat de migdia. Finalment, passa per sota i a migdia de lo Tossal i en arribar als Horts del Serrat, on desemboca en el Camí Nou de Sant Esteve de la Sarga a Castellnou de Montsec, on es perd el camí de Tremp a Alsamora a causa de l'obertura de pistes rurals modernes.

## Etimologia
Pren el nom de les dues localitats que unia.